# Juan Gómez (Bischof)
Juan Gómez (* 24. Juni 1962 in Comarapa, Departamento Santa Cruz) ist ein bolivianischer römisch-katholischer Geistlicher und Weihbischof in Santa Cruz de la Sierra.

## Leben
Juan Gómez besuchte von 1988 bis 1992 das Kleine Seminar Espíritu Santo in Espada. 1993 trat Gómez in das Priesterseminar San José in Cochabamba ein und begann das Studium der Philosophie und Katholischen Theologie am Institut für theologische Studien in Cochabamba, wo er 2003 ein Diplom im Fach Missionswissenschaft erwarb. Zudem erwarb Juan Gómez an der Theologischen Fakultät San Pablo in Cochabamba ein Lizenziat im Fach Pastoraltheologie. Er wurde am 9. Mai 1998 zum Diakon geweiht und empfing am 27. August 1999 in der Kathedralbasilika St. Lorenz durch den Erzbischof von Santa Cruz de la Sierra, Julio Terrazas Sandoval CSsR, das Sakrament der Priesterweihe.
Anschließend war Juan Gómez als Pfarrvikar in der Pfarrei Cristo Misionero in Santa Cruz de la Sierra tätig, bevor er 2000 Ausbilder am Priesterseminar San José in Cochabamba wurde. Gómez war von 2003 bis 2007 Regens des propädeutischen Seminars in Santa Cruz de la Sierra und von 2007 bis 2010 des Priesterseminars San Lorenzo. Anschließend war er erneut als Ausbilder am Priesterseminar San José in Cochabamba tätig und war Mitglied des Kollegiums der Konsultoren. Von 2014 bis 2015 war Juan Gómez Pfarrer der Pfarrei Señor de los Milagros in Santa Cruz de la Sierra und Bischofsvikar für das Vikariat San Pablo. 2016 wurde er erneut Regens des Priesterseminars San Lorenzo.
Am 27. Dezember 2018 ernannte ihn Papst Franziskus zum Titularbischof von Semta und zum Weihbischof in Cochabamba. Der Erzbischof von Cochabamba, Oscar Omar Aparicio Céspedes, spendete ihm und dem mit ihm ernannten Carlos Enrique Curiel Herrera am 19. März des folgenden Jahres die Bischofsweihe. Mitkonsekratoren waren der frühere Erzbischof von La Paz, Luis Sáinz Hinojosa OFM, und der Erzbischof von Santa Cruz de la Sierra, Sergio Alfredo Gualberti.
Papst Franziskus bestellte ihn am 18. Oktober 2024 zum Weihbischof in Santa Cruz de la Sierra.